# アレクサンデル・クルンベルグ
アレクサンデル・クルンベルグ （Aleksander ("Leks") Klumberg-Kolmpere、1899年4月17日 - 1958年2月10日）は、第二次世界大戦前に活躍したエストニアの陸上競技選手。1924年パリオリンピックの銅メダリストである。タリン出身。

## 経歴
アレクサンデル・クルンベルグは、1922年に初めて十種競技の世界記録が公認されたときの世界記録保持者である。そのときのポイントは7485.61点であった。（100m:12.3秒、走幅跳:6m59、砲丸投:12m92、走高跳:1m75、400m:55秒0、110mハードル:17秒0、円盤投:39m64、棒高跳:3m40、やり投:62m20、1500m:5分11秒3）クルンベルグは、10種目の中でもやり投を得意種目としていた。十種競技では1920年と1922年、やり投では1922年、1923年と世界ランク1位を記録した。
クルンベルグは、1920年アントワープオリンピックでは、やり投、五種競技、十種競技の3種目に出場。やり投は5位、五種競技は8位、十種競技は8種目が終わったところでリタイアした。
1924年パリオリンピックでもやり投と十種競技の2種目に出場。やり投は49m61で17位に終わったが、十種競技では7329.360ポイント（100m:11秒6、走幅跳:6m96、砲丸投:12m27、走高跳:1m75、400m:54秒4、110mハードル:17秒6、円盤投:36m79、棒高跳:3m30、やり投:57m70、1500m:5分16秒0）でアメリカのハロルド・オズボーン、エマーソン・ノートンに次いで銅メダルを獲得した。
クルンベルグは、現役を退いた後、1928年、1932年のポーランドのオリンピックチームのコーチに就任。1932年ロサンゼルスオリンピック10000m金メダリストのヤヌス・クソチンスキーのコーチを務めている。
第二次世界大戦中、エストニアはソ連に併合されると、クルンベルグはシベリアに連行され、10年にわたる強制労働に処された。解放されエストニアに戻ったが、クルンベルグはすでに体を壊しており、1958年にこの世を去った。